# Файдыш, Владимир Петрович
Владимир Петрович Файдыш (1888, Москва, Российская империя — 1947, Москва, СССР) — русский революционный, советский военный и политический деятель.

## Биография
Владимир Петрович Файдыш родился в 1888 году в Москве. Его отец — Пётр Степанович Файдыш (1854—1905). В семье, кроме Владимира, было ещё четверо сыновей: Виктор, Николай, Пётр и Сергей.
Член РСДРП с 1905 года, участник революции 1905—1907 годов в России. Во время Декабрьского вооружённого восстания в Москве в составе организованной им студенческой боевой дружины сражался на баррикадах в районе Садовой-Кудринской и Садовой-Триумфальной улиц. В 1908 году был арестован и через год сослан в Сибирь в местечко Тангуй (ныне — село в Братском районе Иркутской области), откуда бежал в Иркутск. В Иркутске работал фельдшером и жил до Февральской революции.
После Февральской революции 1917 года был секретарём Замоскворецкого райкома РСДРП(б). В дни Октябрьской революции был начальником Красной гвардии этого района, а также членом военно-революционного комитета Замоскворечья. После победы советской власти был членом продовольственного комитета Моссовета. Затем находился на партийной и государственной работе.
В 1920-х годах жил в Москве на улице Воздвиженка, 20; с конца 1920-х гг. и до смерти — в Хавско-Шаболовском переулке, 11. Умер в 1947 году (по другим данным, в 1944 году) в Москве.

### Интересный факт
В 1918 году В. П. Файдыш работал председателем Московского Пролеткульта. 5 декабря 1918 года на заседании правления был рассмотрен вопрос Сергея Есенина и других крестьянских писателей о создании при Пролеткульте крестьянской секции. Исполком Московского Пролеткульта направил прошение в ЦК Всероссийского Совета Пролеткульта, который вынес отрицательное решение.

### Семья
В. П. Файдыш был дважды женат:
- первая жена — Елизавета Статьева;
- вторая жена — Наталья Марковна Филипповская (1902—1958).
  - Сын — Евгений Владимирович Файдыш (1919—1939), погиб в советско-финскую войну.